# Heliamphora ionasii
Heliamphora ionasii ist eine präkarnivore Pflanzenart aus der Gattung der Sumpfkrüge (Heliamphora). Sie wurde 1978 durch Bassett Maguire nach ihrem Entdecker Jonah Boyan benannt.

## Beschreibung
Heliamphora ionasii ist eine ausdauernde, krautige Pflanze. Ihre ausgesprochen großen, bis zu 45 cm hohen, am oberen Ende im Durchmesser bis zu 18 Zentimeter weite, schräg geöffnete Schläuche stehen in einer bodenständigen Rosette. Am Ansatz sind sie trichterförmig, auf halber Höhe wie zugeschnürt und in der oberen Hälfte breit trichterförmig. Ihre Färbung variiert je nach Standort, der Blattansatz ist jedoch stets rötlich. Bei vollsonnigem bis halbsonnigem Standort entwickelt Heliamphora ionasii kraftvoll rosaorangene Färbungen mit stark dunkelroter Nervatur.
An der Innenseite der Öffnung sind die Schläuche besetzt mit 5 bis 11 Millimeter langen, trichterwärts weisenden Härchen. An der Spitze findet sich ein leicht über die Öffnung gebeugter kleiner, helmförmiger Deckel, der stets dunkelrot bis purpurn ist.

## Verbreitung und Habitat
Sie ist ausschließlich in einem Tal der Gran Sabana zwischen dem Ilu- und dem Tramen-Tepui in Venezuela in Höhenlagen zwischen 1800 und 2150 m beheimatet, wo sie gelegentlich vergesellschaftet mit Heliamphora elongata auftritt, mit der sie dann auch hybridisiert. Sie besiedelt vollsonnige bis halbschattige Standorte in Laubhumus in Wolkenwäldern.